# Francesco Gargano
Francesco Gargano (n. 5 mai 1889, Grammichele, Sicilia, Regatul Italiei – d. 29 octombrie 1975, Göteborg, Suedia) a fost un scrimer ce a reprezentat Italia, medaliat olimpic. A participat la o ediție a Jocurilor Olimpice (1920) în care a câștigat o medalie de aur.

## Participări
Lista de mai jos prezintă principalele competiții la care a participat Francesco Gargano de-a lungul carierei.
- fencing at the 1920 Summer Olympics – men's team sabre[*]